# Аниканов, Степан Фёдорович
Степа́н Фёдорович Аника́нов (1863―1931) — русский советский поэт-самоучка.

## Биография
Родился 23 декабря 1863 (4 января 1864) года в селе Богатищево Каширского уезда Тульской губернии в крестьянской семье; дед и прадед были бурмистрами. В 9 лет работал подпаском. В 10 лет ушёл пешком с богомолками в Москву, где устроился работать на табачную фабрику М. И. Матвеева. Читать выучился самостоятельно. В 14 лет поступил во 2-й класс воскресной школы, после окончания которой около года жил в Петербурге, затем переехал в Озеры Коломенского уезда Московской губернии. До Октябрьской революции переменил много занятий: был каменщиком, извозчиком, конторщиком. В 1898 году подвергался аресту за чтение политических книг.
В 1883 году под впечатлением от поэзии И. С. Никитина начал писать стихи, которые стали появляться в печати только с 1904 года. Знакомство с поэтом-самоучкой Д. П. Варлыгиным способствовало укреплению литературных интересов Аниканова. Его стихи, рассказывающие о горькой доле людей труда, в значительной мере автобиографичны: «Папиросник», «Труды крестьянина» (сборник «В поисках света», 1904), «Мостовщик» (сборник «К заветной цели», 1904), «Думы крестьянина» (сборник «Старый дуб», 1910). В 1910 году печатал стихи также в газетах «Звезда», «Мужицкая правда». А. В. Луначарский отмечал «непосредственную наивность» и «крайне трогательную простоту выражения» стихотворений Аниканова (1919). Статьи на сельскохозяйственные и общественно-политические темы публиковались в газетах «Доля бедняка» (1906―1907), «Простое слово» (1910).
После Октябрьской революции Аниканов был председателем комитета бедноты в родним селе, а в 1921 году ― сельским комиссаром. В начале 1919 года уехал на Восточный фронт, в том же году в числе лучших агитаторов фронта был принят В. И. Лениным. 
В 1911―1928 годах публиковался в основном в провинциальной периодической печати: «Воле Труда», «Рабочей Жизни», «Бедноте», «Кашинских известиях», «Известиях ВЦИК», «Московской Деревне», «Жернове», «Рабочей Газете» и других изданиях. В 1924 году поступил учиться на Высшие государственные литературные курсы, которые окончил в 1929 году.
Умер 22 апреля 1931 года в Москве.
Современная публикация: «Дед и внук - поэты : стихотворения» / Степан Аниканов, Михаил Аниканов. — Москва : ММТК-СТРОЙ, 2020. — 198, [1] с. : ил., портр. — ISBN 978-5-380-00187-8. — 500 экз.